# 小行星9644
小行星9644（英語：9644）是一颗围绕太阳公转的小行星。1994年11月26日，清水義定、浦田武在那智胜浦町发现了此天體。
这颗小行星的绝对星等为169.3784171426961等。